# HV Abcoude
Hockey Vereniging Abcoude is een Nederlandse hockeyclub te Abcoude, opgericht op 15 december 1975. De club beschikt over twee watervelden en één zandingestrooid veld en is gelegen op vier minuten lopen van Station Abcoude.

## Geschiedenis

### Oprichting
In november 1974 werd een bericht geplaatst in het VAR-nieuwsblad door Trees Laumans en Mieke Timmermans. Zij stelden dat Abcoude rijp was voor een hockeyclub in het dorp. Bij een inzamelingsactie werden ruim 250 handtekeningen met een donatie van ƒ10,- ingezameld. Hierna werd door de gemeente het oude voetbalveld op het Dokter van Doornplein aangeboden voor een pachtsom van ƒ300,- per jaar. De officiële oprichtingsvergadering vond plaats op 15 december 1975, waarbij onder anderen zo'n 80 belangstellenden aanwezig waren.

### Verhuizing
De gemeente besloot in 1980 woningen op de plaats van het oorspronkelijke hockeyveld te gaan bebouwen, zodat er vanaf 1982 op een nieuwe accommodatie gevonden moest zijn. Dit betekende dat er door het bestuur veel in gang moest worden gezet, al dan wel of niet met vergunningen, om de velden te realiseren.
Aanvankelijk gebruikte de gemeenteraad, die erg verdeeld was over de subsidiëring, het gebrek aan parkeergelegenheid als (politiek-)wapen.
In september 1982 konden eindelijk de miniteams, de vijftien jeugd- en negen seniorenteams het nieuwe gras weer op, aan de Hollandse Kade Op 6 november dat jaar werd het clubhuis in gebruik genomen met een voetbalwedstrijd tegen de buren van de al gevestigde nieuwe buren; FC Abcoude.

### Eerste kunstgrasveld
De sloot aan de Hollandse Kade en de demping daarvan heeft menig maal problemen veroorzaakt. Binnen de KNHB heeft geen club ooit zo'n hoog percentage afgelastingen gehad. Nadat de gemeente verrassend bereid was gevonden een lening van ƒ250.000,- renteloos te verstrekken, besloot het bestuur, tijdens een algemene ledenvergadering op 21 april 1988, een geldinzamelingsactie te organiseren. Het hoogtepunt zou een loterij zijn die ƒ200.000,- op moest leveren, met als hoofdprijs een Volvo ter waarde van ƒ21.000,-. In combinatie met een contributieverhoging van ƒ35,- en diverse andere acties en ondernemingen door jeugdleden en -teams werd het beoogde bedrag bijeen gesprokkeld. Uiteindelijk kon de opdracht voor een Sl-Ortilan-S zand ingestrooid veld op 15 juni 1988 worden gegeven

### Clubhuisbrand
Op zaterdagochtend 5 december 1996 werd om half zes in de ochtend de voorzitter van de club uit bed gebeld met de mededeling dat het clubhuis in brand stond en dat er niets meer te redden viel. Ondanks het feit dat het bestuur al met de gedachte van een nieuw clubhuis speelde, waren de financiën, door onder meer de aflossing van het kunstgrasveld, nog verre van rond. Dit leidde tot een nieuwe inzamelactie waarbij wederom met man en macht werd geprobeerd een bedrag bij elkaar te krijgen. Gedurende het jaar 1997 zette de gemeente haar handtekening onder een susidieverlening van ƒ250.000,-. Al in december van datzelfde jaar werd de eerste paal van het nieuwe clubhuis er, door de burgemeester eigenhandig, ingeslagen. Dit resulteerde in de oplevering van het nieuwe clubhuis in juni 1998.

### Tweede kunstgrasveld
Het nieuwe clubhuis stond er pas net en de velden schreeuwden alweer om aandacht. Een enkel regenbuitje kon de velden al onbespeelbaar maken. Met veel moeite wist men de gemeente ervan te overtuigen dat de club nog steeds financieel gezond was. Dit lukte uiteindelijk met een accountantsverklaring op de jaarrekening, een unicum in de sportwereld van Nederland. Na een zoveelste inzamelingsactie kon op 4 juni 2001 de opdracht voor een volledige renovatie van het bestaande kunstgrasveld worden gegeven. Het groeiende ledenaantal vereiste echter een tweede kwaliteitsvol veld. En zo geschiedde, slechts enkele telefoontjes naar de bank en aannemer en de realisatie van een nieuw project werd werkelijkheid. De publieke opening werd verricht door veelvuldig hockeyinternational Erik Jazet.

### Zon-, kijk- en feestterras
Ondanks de inspanningen om de velden te realiseren, was er nog steeds een onvervuld verlangen. In het ontwerp van het clubhuis was er altijd rekening gehouden met een uitloop op de eerste verdieping naar een balkon/terras. Waar in 1998 net het benodigde bedrag niet bij elkaar te krijgen was, lukte dat het veteranenteam in 2006 wel. Op 31 januari 2009 werd het zon- kijk- en feestterras groots geopend, waarmee na jaren het clubhuis officieel voltooid is.

### Toekomstplannen
In 2015 vierde de club een lustrumjaar ter ere van haar veertig jarig bestaan.

### Derde kunstgrasveld
Eigenlijk ontstond het seizoen na de opening van het 2e veld al de vraag: "Wanneer komt het 3e veld". Het werd sinds 2015 bekeken, en werd toen beslist dat het een waterveld moest worden vanwege de ontwikkelingen in de snelheid van de sport. In september 2016 is dan ook het gloed nieuwe waterveld in gebruik geopend, die opening werd gedaan door wethouder Schuurs van de gemeente De Ronde Venen.  Daarmee kreeg de club het langverwachte derde veld in gebruik. die daarna in flink gebruik werd genomen.

### Lustrum 50 Jaar
In het seizoen 2025-2026 viert HVAbcoude haar lustrum van een 50 jarig bestaan. Dit word gevierd doormiddel van hét lustrum weekend op de dagen 26-28 september, met vele activiteiten en festiviteiten. Ook opent HVAbcoude in het nieuwe seizoen haar vernieuwde clubhuis. met een tribune en extra opslag ruimte. 
Dit Lustrum seizoen word geopend door de Nieuwe voorzitter Habbo de Vraere en Lustrum Voorzitter Eric Scheijgrond

## Bijzondere Leden

### Voorzitter
- Habbo de Vraere (2025-Heden)

### Oud-Voorzitters
- Eric Scheijgrond (2023-2025)
- Marc Estourgie (2020-2023)
- Casper Heijsteeg (2017-2020)
- Jeroen van Meerten (2014-2017)
- Jan Duijsens (2011-2014)
- Pieter Meyere (2008-2011)
- Ap Mensink (2007-2008)
- Onno Knoppert (2000-2007)
- Huib Pelser (1998-2000)
- Denhard de Smit (1991-1998)
- Onne Gerritsen (1987-1991)
- Freek ten Herkel (1983-1987)
- Peter Croon (1978-1983)
- Pieter Ansenk (1975-1978) †

### Ereleden
- Marieke Hamers (2024)
- Nienke Siemons (2021)
- Eef Gorter (2020)
- Floris Stigter (2014)
- Dania van Dishoeck (2013)
- Alexia Sifneos (2013)
- Tom van den Berg (2008)
- Onno Knoppert (2007)
- Gita Guggenheim (2005)
- IJsbrand van Wijngaarden (2002) †
- Denhard de Smit (1999)
- Cees Steensma (1988) †
- Noud Blom (1987)
- Hanneke Kalf (1985)
- Pieter Vonderhorst (1985)
- Pieter Böggeman (1982)
- Pieter Croon (1980
- Pieter Ansenk (1979) †

### leden van verdiensten
- Edwin Denekamp (2020)
- Nicolette Sijpkens (2018)
- Aad Jansen (2018)
- Jan Duijsens (2017)
- Derk Cool (2017)
- Linda Meuwissen (2012)
- Maarten van Hoorn (2011)
- Sander van Dort (2010)
- Floor Vogelaar (1994)
- Irma van den Berg (1994)
- Freek ten Herkel (1988)
- El Plasmans (1987)
- Els van Braam-Houckgeest (1987)
- Harold Bosse (1987)
- Roy Waanders (1986)
- IJsbrand van Wijngaarden (1986) †
- Jaap van Braam-Houckgeest (1986
- Rinske Oerlemans (1980)
- Honore Verloop (1980)